# Chelmonops
Chelmonops Bleeker, 1876 è un genere di pesci d'acqua salata, appartenenti alla famiglia Chaetodontidae.

## Distribuzione e habitat
Entrambe le specie sono originarie del Pacifico sudorientale, dove vivono nelle acque basse delle barriere coralline.

## Descrizione
Le dimensioni variano dai 22 cm di Chelmonops truncatus ai 26 cm di C. curiosus.

## Specie
Il genere comprende 2 specie:
- Chelmonops curiosus
- Chelmonops truncatus